# 歐洲青少年歌唱大賽
歐洲青少年歌唱大賽（Junior Eurovision Song Contest，縮寫為JESC，或簡稱為Junior Eurovision和Junior EuroSong）創始於2003年，是由歐洲廣播聯盟（EBU）每年在不同的歐洲城市組織舉辦的歌唱比賽，部分城市主辦了不只一次。
此大賽為歐洲歌唱大賽的青少年版本，各國的參與廣播公司送出一位歌手或一個樂團、其全體表演成員在大賽當日的年齡須為9-14歲，表演一首時長不超過3分鐘的原創歌曲，來與其他參賽者一較高下。各參賽國的國家評審團以及來自世界各地的觀眾將各自通過線上投票的方式投票選出他們最喜歡的表演，統計各國給分後獲得最多分的參賽歌曲為優勝者。最近的獲勝者為喬治亞的安德里亞·普特卡拉澤（Andria Putkaradze / ანდრია ფუტკარაძე）以他的歌曲〈致我媽媽〉（To My Mom）於2024年在西班牙馬德里舉辦的大賽中拔得頭籌。
除了現已參賽的國家之外，歐洲青少年歌唱大賽也曾在芬兰、安道尔、波士尼亞與赫塞哥維納、冰岛等有參賽資格卻從未參賽的國家轉播。自2006年開始，大賽便開始在其官網上向網際網路進行轉播。另外歐洲青少年歌唱大賽也是歐洲歌唱大賽系列競賽中唯一出現多個EBU準會員國參賽的主要賽事，它們分別為澳洲（2015年–2019年）和哈薩克（2018年–2022年）。

## 起源與歷史

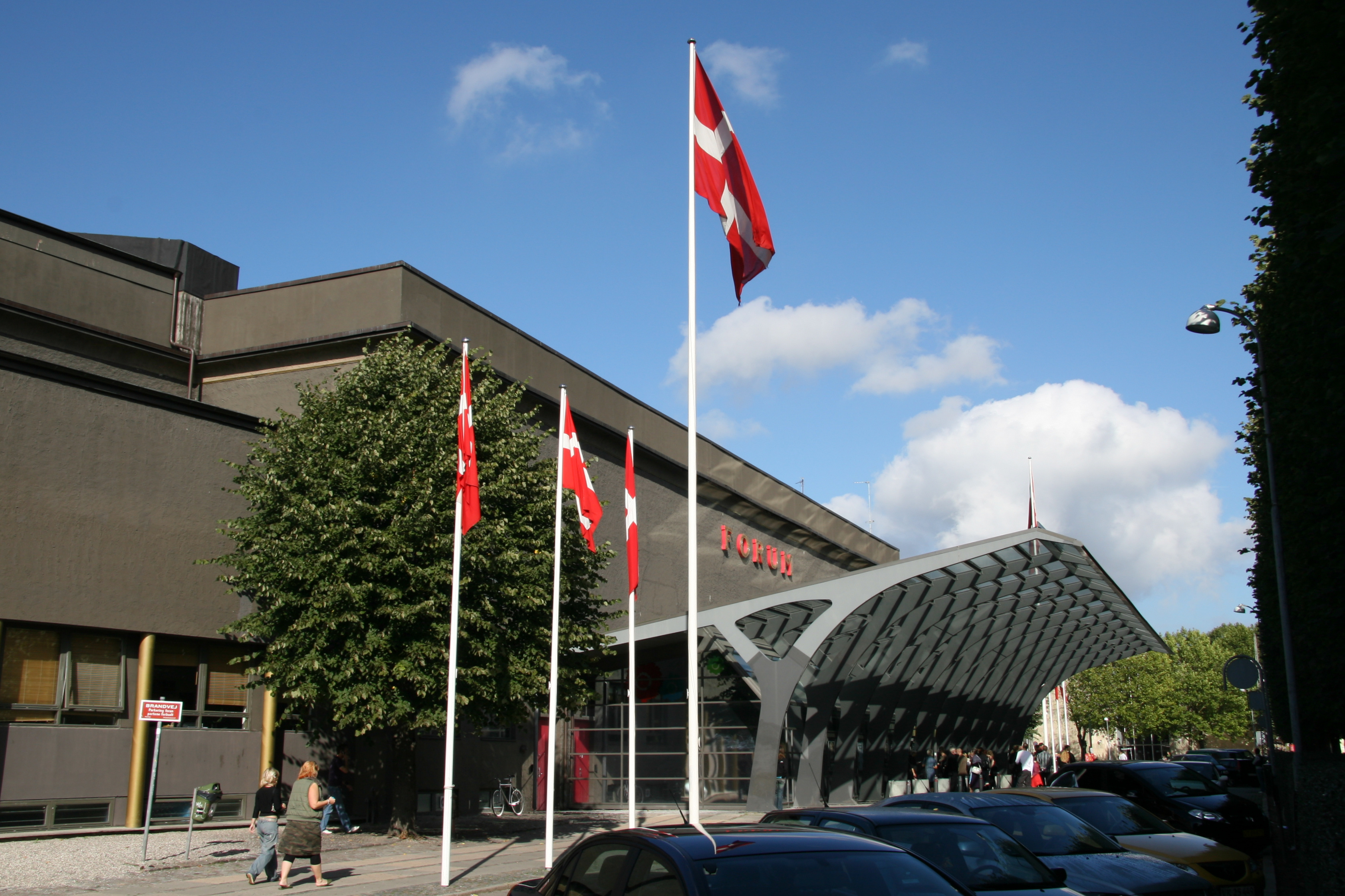
位在丹麥哥本哈根的會展中心是2003年首屆歐洲青少年歌唱大賽的舉辦地點。

歐洲青少年歌唱大賽的起源可以追溯到2000年，當時丹麥廣播電台在當年和隔年為丹麥兒童舉辦的歌曲大賽。這個想法被更進一步的擴展到成為一個斯堪地那維亞音樂節，即2002年丹麥、挪威和瑞典共同參與的《北歐青少年一級音樂大賽》。同一時間，波蘭電視台（TVP）也開始在科寧舉辦國際性的兒童歌曲系列比賽Eurokonkurs，分別是2001年的《Eurokonkurs》和2002年的《Światowy Konkurs Piosenki》，TVP在2003年至2006年期間會繼續在科寧舉辦更多Eurokonkurs系列比賽，其中有一段時間是在波蘭退出歐洲青少年歌唱大賽之後舉辦的。2006年的Eurokonkurs系列比賽《Światowe Talenty》的主持人是由2004年歐洲青少年歌唱大賽波蘭代表女團KWADro的成員多米尼卡·瑞茲（Dominika Rydz）和薇洛妮卡·博哈特（Weronika Bochat）擔任。
2002年11月，EBU提出了舉辦以兒童為主題的歌唱比賽的想法，最初暫定名稱是「給兒童的歐洲歌唱大賽」，以EBU長期舉辦且早已兼具知名度和熱門度的歐洲歌唱大賽命名，並最終更名為現在的「歐洲青少年歌唱大賽」。EBU將大賽開放給所有成員廣播公司參加，使其成為一項泛歐活動。另外因為有了製作《北歐青少年一級音樂大賽》的經驗，丹麥被要求主辦首屆大賽。
在首屆大賽的成功後，第二屆大賽很快就遇上難關。第二屆大賽本來應由英国的独立电视网（ITV）在曼彻斯特主辦，但由於財務和日程安排的原因，ITV隨後宣布大賽最終不會在英國舉行。造成這一決定的另一可能因素也包括了去年首屆大賽在ITV上的收視率低於預期。之後EBU與贏得上屆大賽的克羅埃西亞廣播電視台（HRT）接洽並預定要在札格瑞布主辦，然而後來發現HRT「忘記」預訂大賽的場地。於是就在距離賽事舉行剩下五個月的時候，挪威廣播公司（NRK）介入救場，最終在利樂漢瑪主辦了第二屆大賽。
自2004年以來，為了避免此類問題再次發生，廣播公司不得不競標舉辦大賽的權利。而在2005年，比利時成為了第一個成功競標主辦權的國家。
所有大賽均以16:9寬屏和高畫質播出，同時發行包含當年大賽演出歌曲的CD，在2003年至2006年期間還發行過大賽的DVD，但由於乏人問津而不再發行。
始至2008年，大賽的獲勝者是由觀眾投票和各國評審團投票各半決定，但在那之前都是全由觀眾投票決定。2003年至2005年期間，觀眾在所有歌曲表演完畢後有大約十分鐘的時間進行投票，但到了2006年至2010年時，觀眾投票的電話線路在整個節目期間都開放投票。直到2011年，觀眾投票回歸到所有歌曲表演完畢之後才開放。2007年和2008年大賽期間通過電話進行觀眾投票獲得的利潤均捐贈給了聯合國兒童基金會。
在2007年之前，參與的廣播公司若不對比賽進行現場直播將被處以罰款。現在廣播公司無需現場直播大賽，但可能會在更符合兒童電視觀賞的時間進行轉播。
2008年的紀錄片《Sounds Like Teen Spirit: A Popumentary》以2007年歐洲青少年歌唱大賽為主題，拍攝了幾位當年的參賽選手，並採訪他們是如何從國內選拔賽中脫穎而出、最終來到大賽為國爭光的心路歷程。此紀錄片在比利時根特以及2008年大賽的舉辦地賽普勒斯利馬索首映，並在同年的多倫多國際影展上放映。

## 賽制
歐洲青少年歌唱大賽的賽制相對於歐洲歌唱大賽來說較為穩定且不變，形式包括由參與廣播公司派出的參賽藝人連續進行的現場音樂表演。EBU聲稱此大賽的目的是「通過鼓勵[...]表演者之間的競爭來宣揚流行音樂領域的年輕人才」。

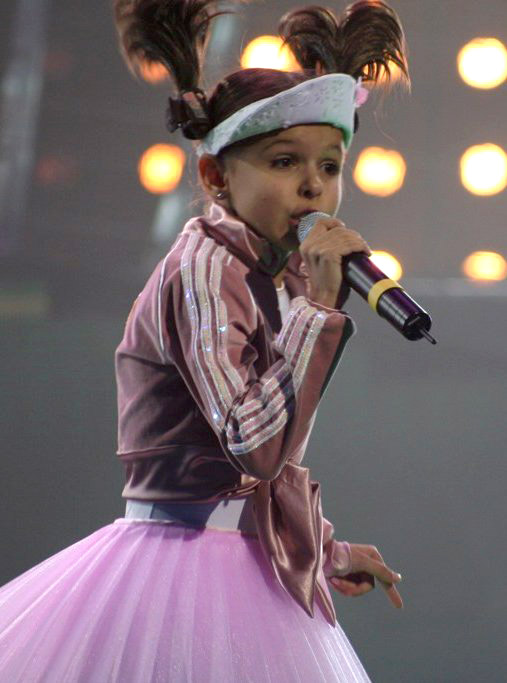
克謝尼婭·西特尼克在2005以歌曲〈我們在一起〉為白俄羅斯拿下首次歐洲青少年歌唱大賽勝利。

大賽慣例是在11月下旬或12月初的星期六晚上舉行，時長約為2小時15分鐘，但自2016年之後大賽改在周日傍晚進行。
歐洲青少年歌唱大賽一般流程會有歡迎參賽者的開幕式、參賽歌曲的表演、觀眾投票以及幫助觀眾決定投票的歌曲回顧、觀眾投票結束後進行的幕間式表演、公布觀眾投票與各國評審團投票的結果、宣布獲勝者以及其獲勝演出。在整個節目中，各家電視台可能會選擇幾個時間點來插播廣告。
自2008年以來，每場大賽都是由各國的觀眾與評審團投票決定出獲勝者，在2008年之前都是只用觀眾投票決定。各國的觀眾與評審團的給分比重都各佔50%，兩邊各以投票和評分決定出各自的前十名歌曲，這十首歌將從名次低到高分別給予1–8分、10分和12分，並在大賽中由各國的唱票員（年齡介於10–15歲，有時為前參賽者）公布評審團的給分，再由主持人公布各國從其他參賽國家觀眾身上得到的加總給分，只有所有的分數被公布完畢之後才會宣布當年大賽的獲勝者。在2013年前只有冠軍會得到獎盃與獎狀，之後則是前三名都有。
歐洲青少年歌唱大賽與成人版大賽不同，獲勝國並不自動獲得主辦下一屆大賽的權利，需要透過競標來獲得。但從2014年到2017年時，獲勝擁有優先拒絕主辦下屆大賽的權利，2014年的獲勝國義大利便行使了優先權拒絕主辦2015年的大賽。2017年10月15日，EBU宣佈在2018年恢復原來的模式，聲稱這將有助於為廣播公司提供更多的時間來準備，確保未來的大賽能順利進行，盡管如此，2019年之後的大賽全是由前一年的獲勝國主辦的。
歐洲青少年歌唱大賽通常有一男一女兩名主持人，需要出現在舞台上帶動賽事進程或在選手休息室裡採訪選手。主持人還負責重複各國唱票員的報分，來確認分數被給予哪個國家。2012年之前，唱票員和成人版的大賽一樣，都是在自己的國家裡透過直播來報分的，但之後則改成唱票員在大賽現場台上報分。
儘管歐洲青少年歌唱大賽是以歐洲歌唱大賽為藍圖創建的，但是還是有其獨到之處的。例如各國的參賽選手都需要通過電視直播的國內選拔賽選出（除非國內狀況不允許並獲得EBU的許可）、各國的表演允許最多八人的表演者上台（歐洲歌唱大賽只允許最多六人）。從2005年到2015年，每國都會先自動獲得12分，以防止參賽者得零分，雖然以總分12分收場本質上與得零分是一樣的，但是截至目前為止，沒有任何一個參賽歌曲在總分上得過零分。

## 選手規範

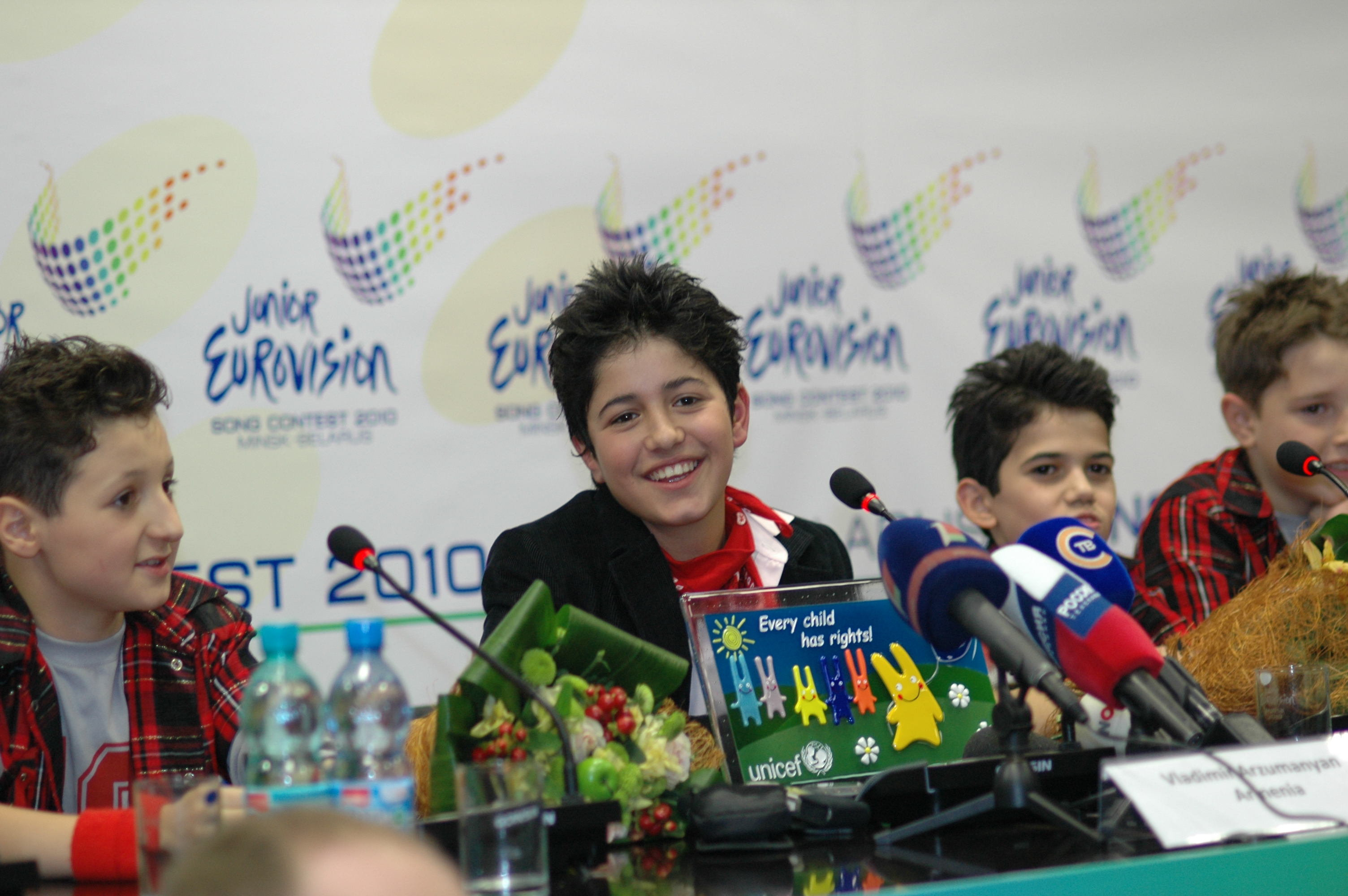
亞美尼亞2010年的參賽代表弗拉基米爾·阿爾祖曼揚，在當年以自創曲〈媽媽 (弗拉基米爾·阿爾祖曼揚歌曲)〉贏得大賽冠軍。

在歐洲青少年歌唱大賽裡，所有選手的歌曲必須以其代表國家的國語/族語創作和演唱，但可接受幾行其他語言的歌詞。成人版的大賽在1966年到1972年以及從1977年到1998年也有這樣的語言限制。歐洲青少年歌唱大賽的語言規則後來變更為一首歌最多可以有25%的歌詞使用其他語言，通常是英語。到了2017年時規則再次更改，現在允許高達40%的歌詞使用其他語言。
最初大賽開放8至15歲的兒童/青少年參賽，但在2007年規則更變，年齡範圍縮小，因此只有在大賽當天10至15歲的兒童/青少年才可以參加。到了2016年，年齡規則再次改變，現在只有大賽當天年齡在9至14歲的兒童/青少年才能參賽。
參賽歌曲在報名前不得進行商業發行且時長必須在3分鐘之內。另外規則也限定參賽選手在參賽之前不得商業發行任何音樂（即代表選手必須是素人或尚未主流出道），但到了2007年規則變更，大賽開始接受已有經驗的藝人和表演者參賽，而這一變更導致挪威和NRK決定從此撤賽。
自2008年之後，成人被允許協助參賽歌曲的創作，在這之前歌曲創作者的年齡須在10至15歲。

## 組織

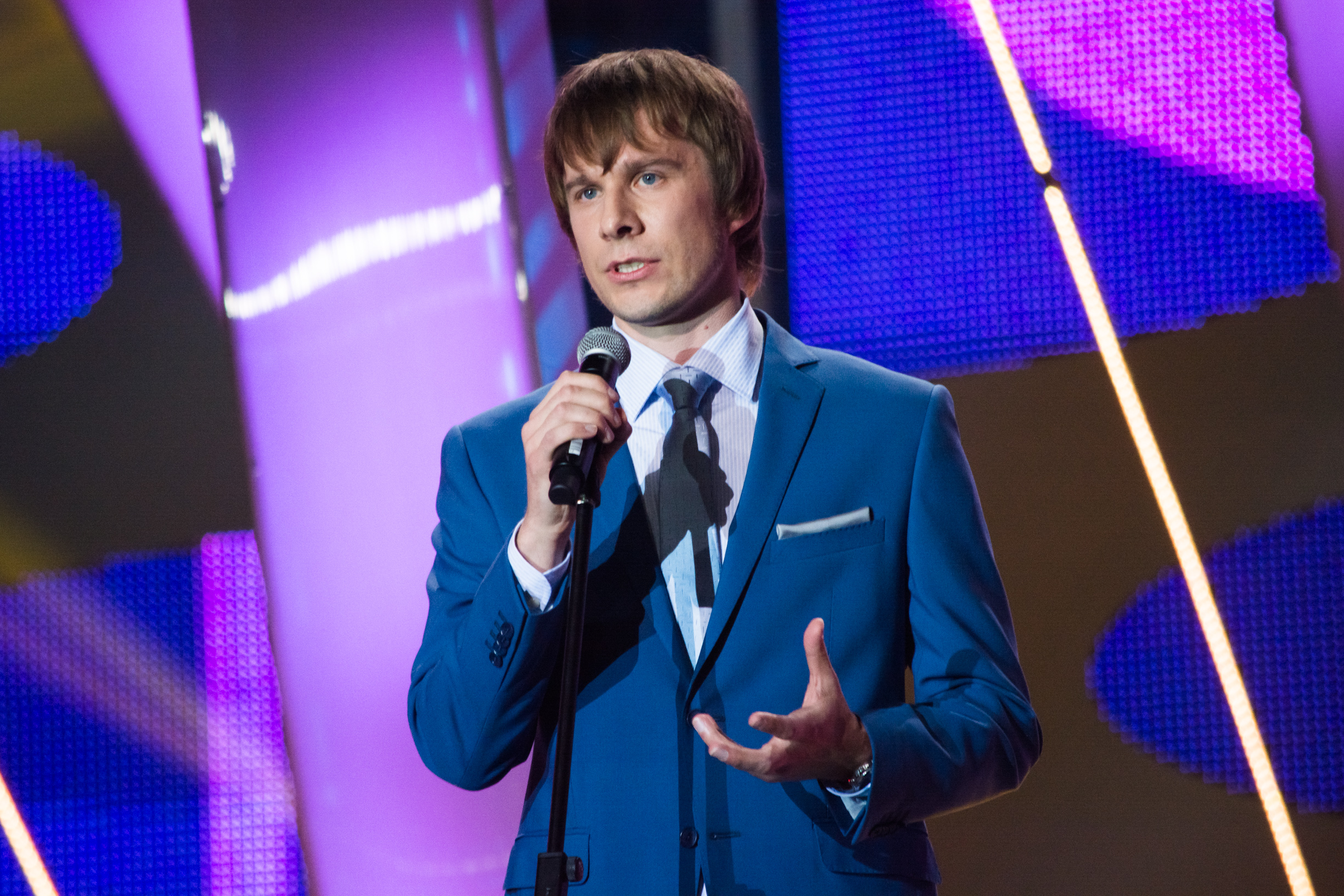
烏拉迪斯拉夫·雅科列夫，大賽自2013年至2015年的執行主管

歐洲青少年歌唱大賽每年由歐洲廣播聯盟（EBU）舉辦。大賽的最初執行主管是斯萬特·斯托克塞柳斯，同時身兼指導小組的負責人，該小組決定比賽的規則、由哪個廣播公司主持下一屆大賽並監督每個節目的製作過程。2011年，西茨·巴克（Sietse Bakker）接手執行主管一職，到了2013年又由烏拉迪斯拉夫·雅科列夫（Vladislav Yakovlev）接任，然而雅科列夫在監督了三屆大賽後無任何明確理由地被解僱，取而代之的是自2011年起擔任歐洲歌唱大賽執行主管的永·奧拉·桑。桑在2019年9月30日宣布他打算在2020年歐洲歌唱大賽（因COVID-19大流行而取消）之後辭去執行主管和現場活動負責人的職務，因此之後的執行主管由馬丁·厄斯特達爾接替。
指導小組會議往往包括各國代表團團長，他們的主要工作是在EBU和他們所代表的廣播公司之間進行聯絡。他們還有責任確保表演者永遠不會在沒有成人陪伴的情況下獨處，並「在 [表演者] 中營造團隊氛圍，培養他們的經驗和社群意識」。
下表列出了自首屆（2003 年）以來歐洲青少年歌唱大賽的所有執行主管：
| 出身國家 | 人名                  | 年份      |
| -------- | --------------------- | --------- |
| 瑞典     | 斯萬特·斯托克塞柳斯   | 2003–2010 |
| 荷蘭     | 西茨·巴克             | 2011–2012 |
| 俄羅斯   | 烏拉迪斯拉夫·雅科列夫 | 2013–2015 |
| 挪威     | 永·奧拉·桑            | 2016–2019 |
| 瑞典     | 馬丁·厄斯特達爾       | 2020–現今 |

### Logo與主題
官方正式的通用歐洲青少年歌唱大賽Logo第一次使用是在2008年，來建立大賽的特色。每年的主辦國都會為大賽創造一個子主題，通常包含一個變體Logo和口號。主題和口號將由EBU和主辦國的參與廣播公司宣布。
通用大賽Logo在2015年3月、被創造出來的七年時迎來了第一次修改，並用在同年的大賽上。

### 口號
自2005年以來，每屆大賽都有一個口號，由主辦方選擇，並以此開發大賽的主題和視覺設計。
| 年份   | 主辦國   | 主辦城市   | 口號                  |
| ------ | -------- | ---------- | --------------------- |
| 2005年 | 比利時   | 哈瑟爾特   | Let's Get Loud        |
| 2006年 | 羅馬尼亞 | 布加勒斯特 | Let the Music Play    |
| 2007年 | 荷蘭     | 鹿特丹     | Make a Big Splash     |
| 2008年 | 賽普勒斯 | 利馬索     | Fun in the Sun        |
| 2009年 | 烏克蘭   | 基輔       | For the Joy of People |
| 2010年 | 白俄羅斯 | 明斯克     | Feel the Magic        |
| 2011年 | 亞美尼亞 | 葉里溫     | Reach for the top!    |
| 2012年 | 荷蘭     | 阿姆斯特丹 | Break the Ice         |
| 2013年 | 烏克蘭   | 基輔       | Be Creative           |
| 2014年 | 馬爾他   | 馬爾薩     | #Together             |
| 2015年 | 保加利亞 | 索菲亞     | #Discover             |
| 2016年 | 馬爾他   | 瓦萊塔     | Embrace               |
| 2017年 | 喬治亞   | 提比里斯   | Shine Bright          |
| 2018年 | 白俄羅斯 | 明斯克     | #LightUp              |
| 2019年 | 波蘭     | 格利維采   | Share the Joy         |
| 2020年 | 波蘭     | 華沙       | #MoveTheWorld         |
| 2021年 | 法國     | 巴黎       | Imagine               |
| 2022年 | 亞美尼亞 | 葉里溫     | Spin the Magic        |
| 2023年 | 法國     | 尼斯       | Heroes                |
| 2024年 | 西班牙   | 马德里     | Let’s Bloom           |

## 參賽國家

自2003年：
至少參賽過一次
從未參賽，但符合參加資格
曾試著參賽，但最後退出
作為另一個國家的一部分參賽，但從未以主權獨立國家身份參賽過

只有在EBU有正式會員廣播公司的國家才被允許參加歐洲青少年歌唱大賽並在賽中投票，儘管大賽已經在幾個未參加的國家轉播過。
參加大賽的國家往往每年都會有所變化。最初創立大賽的丹麥、挪威與瑞典廣播公司都因認為大賽對參賽者的待遇不道德而於2006年起停止參賽，並重啟自2003年因大賽而停辦的《北歐青少年一級音樂大賽》。自2003年首屆大賽以來已參賽的41個國家中，只有荷蘭每年都參加。
目前已參賽的41個國家都至少參加過一次。下表列出了所有參加過比賽的國家，以及他們首次亮相的年份：
| 年份   | 首次亮相的國家 |
| ------ | -------------- |
| 2003年 | 白俄羅斯       |
| 2003年 | 比利時         |
| 2003年 | 克羅埃西亞     |
| 2003年 | 賽普勒斯       |
| 2003年 | 丹麥           |
| 2003年 | 希臘           |
| 2003年 | 拉脫維亞       |
| 2003年 | 馬爾他         |
| 2003年 | 荷蘭           |
| 2003年 | 北馬其頓       |
| 2003年 | 挪威           |
| 2003年 | 波蘭           |
| 2003年 | 羅馬尼亞       |
| 2003年 | 西班牙         |
| 2003年 | 瑞典           |
| 2003年 | 英國           |

| 年份   | 首次亮相的國家       |
| ------ | -------------------- |
| 2004年 | 法國                 |
| 2004年 | 瑞士                 |
| 2005年 | 俄羅斯               |
| 2005年 | 塞爾維亞與蒙特內哥羅 |
| 2006年 | 葡萄牙               |
| 2006年 | 塞爾維亞             |
| 2006年 | 烏克蘭               |
| 2007年 | 亞美尼亞             |
| 2007年 | 保加利亞             |
| 2007年 | 喬治亞               |
| 2007年 | 立陶宛               |
| 2010年 | 摩爾多瓦             |
| 2012年 | 阿爾巴尼亞           |
| 2012年 | 亞塞拜然             |
| 2012年 | 以色列               |
| 2013年 | 聖馬利諾             |

| 年份   | 首次亮相的國家 |
| ------ | -------------- |
| 2014年 | 義大利         |
| 2014年 | 蒙特內哥羅     |
| 2014年 | 斯洛維尼亞     |
| 2015年 | 澳洲           |
| 2015年 | 愛爾蘭         |
| 2018年 | 哈薩克         |
| 2018年 | 威爾斯         |
| 2020年 | 德國           |
| 2023年 | 愛沙尼亞       |

1. ↑  科索沃從未參加過比賽。 然而，在 2005-2007年的大賽期間，科索沃是塞爾維亞的一個自治省，而在2005年歐洲青少年歌唱大賽時，塞爾維亞本身就是參賽國塞爾維亞與蒙特內哥羅的組成共和國。
2. ↑  在2018年普雷斯帕協議簽訂之前使用「前南斯拉夫馬其頓共和國」或「F. Y. R. 馬其頓」名稱參賽。
3. ↑  瑞典在2003-2005年期間是由瑞典电视台（SVT）負責處理參賽與轉播事宜的。2006年，SVT因上文敘述原因決定退出，並由瑞典第四頻道（英语：TV4 (Swedish TV channel)）（TV4）接手直到2009年，權力再次回到SVT手上。
4. ↑  英國在2003-2005年期間是由英國獨立廣播（UKIB）會員独立电视网（ITV）負責處裡參賽與轉播事宜的。2018年，威爾斯靠著同為EBU和UKIB會員的威爾斯第四台（S4C）首次獨立參賽。在成人版大賽裡，英國則是由英国广播公司（BBC）代表參賽。
5. ↑  塞爾維亞與蒙特內哥羅只參加了2005年大賽後就解體了，於是塞爾維亞以獨立國家身份繼續參加2006年大賽。蒙特內哥羅起初在2006年也有參賽機會，但他們選擇到2014年才首次參賽。
6. 1 2  在2005年作為塞爾維亞與蒙特內哥羅的一部分參賽。
7. ↑  澳洲的參賽原本是為了紀念5月份成人版大賽60週年而做的一次性邀約，但若澳洲能在2015年獲勝，則將被允許在2016年參賽作為衛冕戰。然而在2015年5月，在大賽執行主管永·奧拉·桑與SVT的一些報導中，暗示著澳洲將可能擁有永久參與權。[51]於是在11月的歐洲青少年歌唱大賽中，EBU宣布澳洲可以在2016年回來參賽。在這項決定後，澳洲擁有了往後成人和青少年大賽的參與權。
8. ↑  與澳洲自2015年以來以嘉賓國身份參賽的方式相同，2018年，由EBU和白俄羅斯國家電視廣播公司（BTRC）向哈薩克的公共廣播機構哈巴爾電視台（英语：Khabar Agency）（KA）發出了另一個參賽邀請。但是此邀請尚未擴展到成人版大賽。
9. ↑  威爾斯是英國的一部分，然而他們的威爾斯第四台（S4C）是EBU的正式會員並已獲權可以以獨立身分參加歐洲青少年歌唱大賽。在成人版大賽方面，威爾斯作為英國的一部分一同由英国广播公司（BBC）代表參賽。

## 歷屆大賽冠軍
總體而言，自2003年首屆大賽起，12個國家已經拿過至少一次冠軍。贏過一次的國家有五個：克羅埃西亞、義大利、西班牙、烏克蘭和荷蘭。贏過兩次的國家有亞美尼亞、白俄羅斯、馬爾他、波蘭和俄羅斯共五個，贏過三次的國家有法國一國，而喬治亞是至今唯一贏過四次的國家。波蘭是第一個獲得連勝的國家，而克羅埃西亞和義大利都在首次參賽時就獲勝了。
下表列出歷屆大賽的獲勝國、冠軍歌曲與其表演者，以下歌曲的中文名稱皆非官方中譯。
| 年份   | 日期     | 舉辦城市   | 參賽國家數目 | 冠軍國家   | 歌曲                                               | 表演者                | 得分 | 冠亞軍得分差 |
| ------ | -------- | ---------- | ------------ | ---------- | -------------------------------------------------- | --------------------- | ---- | ------------ |
| 2003年 | 11月15日 | 哥本哈根   | 16           | 克羅埃西亞 | 〈妳是我的初戀〉 〈Ti si moja prva ljubav〉        | 迪諾·耶魯西奇         | 134  | 9            |
| 2004年 | 11月20日 | 利樂漢瑪   | 18           | 西班牙     | 〈我寧死也不甘平淡〉 〈Antes muerta que sencilla〉 | 瑪麗亞·伊莎貝爾       | 171  | 31           |
| 2005年 | 11月26日 | 哈瑟爾特   | 16           | 白俄羅斯   | 〈我們在一起〉 〈My vmeste〉()                     | 克謝尼婭·西特尼克     | 149  | 3            |
| 2006年 | 12月2日  | 布加勒斯特 | 15           | 俄羅斯     | 〈春天爵士〉 〈Vesenniy jazz〉()                   | 托爾瑪琪夫雙胞胎姐妹  | 154  | 25           |
| 2007年 | 12月8日  | 鹿特丹     | 17           | 白俄羅斯   | 〈與好友一起〉 〈S druz'yami〉()                   | 阿列克謝·日加爾科維奇 | 137  | 1            |
| 2008年 | 11月22日 | 利馬索     | 15           | 喬治亞     | 〈嗡嗡〉 〈Bzz..〉                                 | Bzikebi               | 154  | 19           |
| 2009年 | 11月21日 | 基輔       | 13           | 荷蘭       | 〈咔嗒〉 〈Click Clack〉                           | 拉爾夫·麥肯巴赫       | 121  | 5            |
| 2010年 | 11月20日 | 明斯克     | 14           | 亞美尼亞   | 〈媽媽〉 〈Mama〉()                                | 弗拉基米爾·阿爾祖曼揚 | 120  | 1            |
| 2011年 | 12月3日  | 葉里溫     | 13           | 喬治亞     | 〈糖果音樂〉 〈Candy Music〉                       | 糖果樂團              | 108  | 5            |
| 2012年 | 12月1日  | 阿姆斯特丹 | 12           | 烏克蘭     | 〈天空〉 〈Nebo〉()                                | 安娜斯塔西婭·佩特利克 | 138  | 35           |
| 2013年 | 11月30日 | 基輔       | 12           | 馬爾他     | 〈開始〉 〈The Start〉                             | 蓋婭·考奇             | 130  | 9            |
| 2014年 | 11月15日 | 馬爾薩     | 16           | 義大利     | 〈初戀〉 〈Tu primo grande amore〉                 | 文森佐·坎蒂洛         | 159  | 12           |
| 2015年 | 11月21日 | 索菲亞     | 17           | 馬爾他     | 〈不是我的靈魂〉 〈Not My Soul〉                   | 戴絲提尼·楚昆耶爾     | 185  | 9            |
| 2016年 | 11月20日 | 瓦萊塔     | 17           | 喬治亞     | 〈太陽〉 〈Mzeo〉()                                | 瑪麗亞姆·瑪瑪達什維利 | 239  | 7            |
| 2017年 | 11月26日 | 提比里斯   | 16           | 俄羅斯     | 〈翅膀〉 〈Wings〉                                 | 波琳娜·博格塞維奇     | 188  | 3            |
| 2018年 | 11月25日 | 明斯克     | 20           | 波蘭       | 〈我想成为的任何人〉 〈Anyone I Want to Be〉       | 罗沙娜·维奇尔         | 215  | 12           |
| 2019年 | 11月24日 | 格利維采   | 19           | 波蘭       | 〈超級英雄〉 〈Superhero〉                         | 薇琪·加博爾           | 278  | 51           |
| 2020年 | 11月29日 | 華沙       | 12           | 法國       | 〈我想像〉 〈J'imagine〉                           | 瓦倫蒂娜              | 200  | 48           |
| 2021年 | 12月19日 | 巴黎       | 19           | 亞美尼亞   | 〈風，風〉 〈Qami Qami〉()                         | 瑪蓮娜                | 224  | 6            |
| 2022年 | 12月11日 | 葉里溫     | 16           | 法國       | 〈噢，媽媽！〉 〈Oh Maman!〉                       | 利山卓                | 203  | 33           |
| 2023年 | 11月26日 | 尼斯       | 16           | 法國       | 〈心〉 〈Cœur〉                                    | 佐伊·克勞祖爾         | 228  | 27           |
| 2024年 | 11月16日 | 馬德里     | 17           | 喬治亞     | 〈致我媽媽〉 〈To My Mom〉                         | 安德里亞·普特卡拉澤   | 239  | 26           |

## 幕間式表演與客串演出

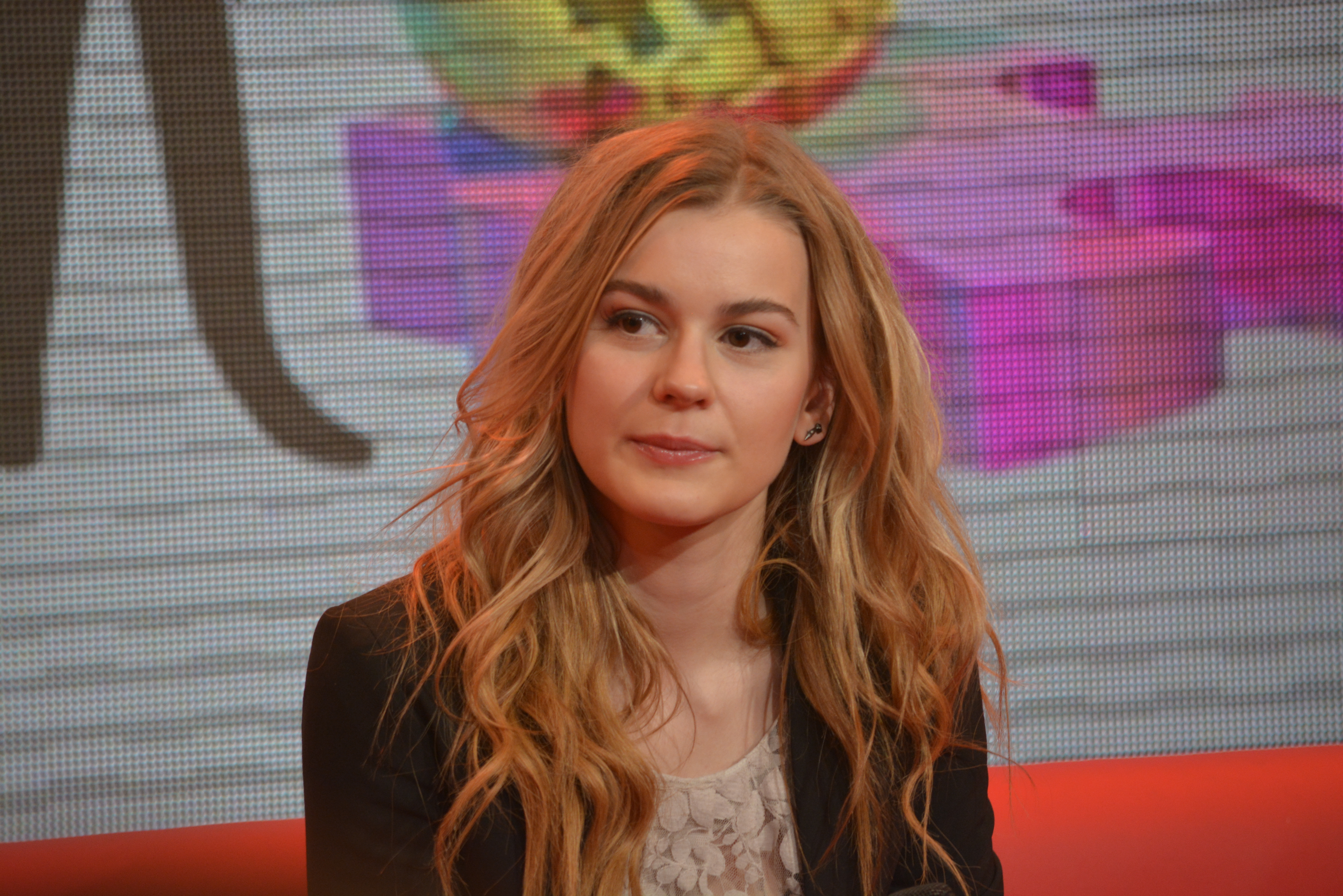
2013年欧洲歌唱大赛冠軍艾蜜莉·狄·佛里在當年歐洲青少年歌唱大賽主辦地烏克蘭基輔的記者會。

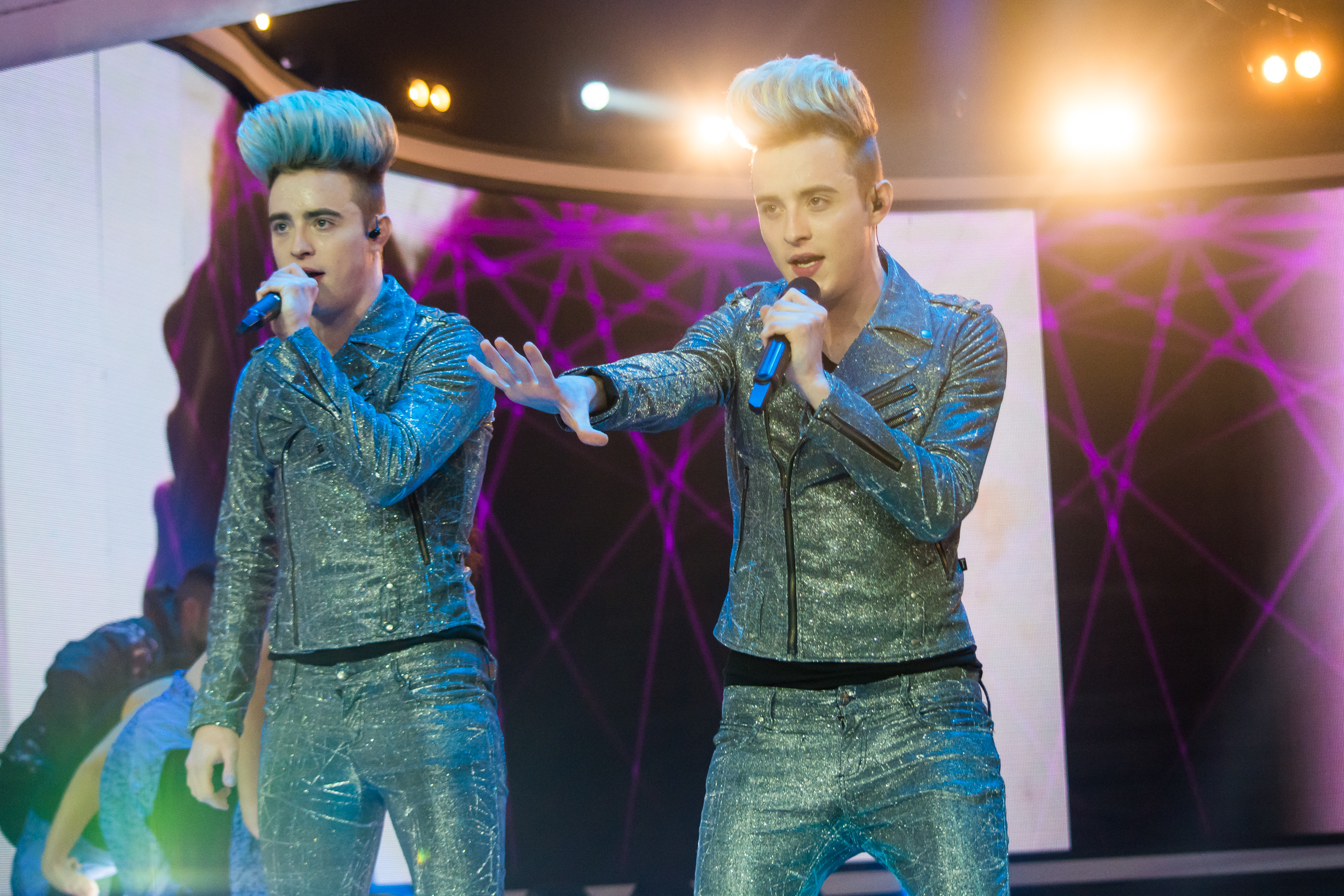
傑德沃德為2016年歐洲青少年歌唱大賽的幕間式擔任演出嘉賓。

在選手們全部表演完到公布投票結果之間安插幕間式表演一直是歐洲歌唱大賽系列賽事的慣例，歐洲青少年歌唱大賽也不例外。這些幕間式表演卡司包括2003年的龐克樂團霸子與流行女團甜心寶貝、2004年的流行男團西城男孩、2005年的太陽馬戲團著名雜耍師弗拉迪克·米亞科斯托波夫（Vladik Myagkostupov）和2007年的歌手凱特·瑪露。
一些成人版歐洲歌唱大賽的前參賽者也為青少年歌唱大賽的幕間式擔任演出嘉賓，如2008年的季马·比兰（2006年和2008年俄羅斯代表；2008年冠軍）和艾弗瑞基（1992年、1994年和2007年賽普勒斯代表）、2009年的安妮·洛拉克（2008年烏克蘭代表）、2010年的亚历山大·雷巴克（2009年和2018年挪威代表；2009年冠軍）以及2011年的西魯紹（2008年亞美尼亞代表）。2013年，剛代表丹麥贏下冠軍的艾蜜莉·狄·佛里與同年代表烏克蘭的兹拉塔·欧格涅维奇（同時也是當年青少年歌唱大賽的主持人之一）一同在幕間式中演出。2015年的主持人波莉·奇諾娃（同時是2016年保加利亞代表）和愛爾蘭2011年兼2012年代表傑德沃德一同為2016年的幕間式演出嘉賓。2019年欧洲歌唱大赛荷蘭代表兼冠軍鄧肯·勞倫斯與2020年波蘭代表艾莉莎·申普林斯卡一起在2020年的幕間式中演出。2021年法國代表兼亞軍的芭芭拉·普拉維也受邀在當年的青少年歌唱大賽上表演。2022年欧洲歌唱大赛亞美尼亞參賽代表蘿莎·琳恩在2022年青少年歌唱大賽的幕間式中表演。
從2005年開始經常可見到前一年的冠軍出現在幕間式中演出，2010年歐洲青少年歌唱大賽的幕間式更是把自2003年至2009年的大賽冠軍一起請來在台上輪流表演他們的獲勝歌曲。2022年歐洲青少年歌唱大賽由於適逢大賽二十周年，大賽官方邀請了前面19位冠軍來演唱他們的獲勝歌曲，其中有11位能共襄盛舉，而8位沒能到場的冠軍則交由塔武什教區兒童合唱團演唱他們的獲勝歌曲。
自2013年起，當年的全體參賽者會在幕間式中合唱一首「共同歌曲」，在那之前類似的事情發生過兩次：一次是2007年一起合唱〈One World〉，另一次則是在2010年由2007年歐洲歌唱大賽白俄羅斯代表迪米崔·寇頓帶頭演唱〈A Day Without War〉，兩次皆是與联合国儿童基金会的合作。2012年大賽官方慈善合唱歌曲〈We Can Be Heroes〉的銷售額全數捐給了荷蘭慈善機構兒童權利基金會。
在賽普勒斯利馬索舉辦的2008年歐洲青少年歌唱大賽中，主持人在閉幕時邀請所有人上台一起合唱〈Hand in Hand〉，這首歌是特別為聯合國兒童基金會和當屆大賽所寫。
2013年，首位烏克蘭歐洲歌唱大賽冠軍鲁斯兰娜受邀在她的國家首都基輔舉行的歐洲青少年歌唱大賽中表演。儘管如此，考慮到烏克蘭當局對在其首都和平抗議的人表現出的暴力行為，她在大賽當天拒絕表演。
從2004年開始，大賽開幕式都會有模仿自奧林匹克運動會儀式的「國家遊行」或「國旗遊行」（2012年、2014年和2017年例外）。這項儀式也在2013年欧洲歌唱大赛中實施並持續至今。

## 轉戰歐洲歌唱大賽
下表列出所有轉戰成人版大賽的前歐洲青少年歌唱大賽參賽者。從2014年開始，當年的歐洲青少年歌唱大賽冠軍都會受邀到成人版大賽當嘉賓。
| 國家     | 參賽者                                  | 青少年版參賽年份 | 成人版參賽年份 | 註記                                                                       |
| -------- | --------------------------------------- | ---------------- | -------------- | -------------------------------------------------------------------------- |
| 波蘭     | 薇洛妮卡·博哈特（Weronika Bochat）1     | 2004年           | 2010年         | 作為马尔钦·米罗辛希的伴唱歌手。                                            |
| 塞爾維亞 | 內韋娜·波佐維奇                         | 2007年           | 2013年         | 作為我的三人組成員以歌曲〈到處都有愛〉參賽，最終在第一場預賽中排名第11名。 |
| 塞爾維亞 | 內韋娜·波佐維奇                         | 2007年           | 2019年         | 以個人身分用歌曲〈王冠〉參賽，最終在決賽中排名第18名。                     |
| 俄羅斯   | 托爾瑪琪夫雙胞胎姐妹                    | 2006年           | 2014年         | 以歌曲〈閃耀〉參賽，最終在決賽中排名第7名。                                |
| 聖馬利諾 | 米歇爾·佩爾尼奧拉                       | 2013年           | 2015年         | 兩人以歌曲〈光之鍊〉參賽，最終在第二場預賽中排名第16名。                   |
| 聖馬利諾 | 安妮塔·西蒙奇尼2                        | 2014年           | 2015年         | 兩人以歌曲〈光之鍊〉參賽，最終在第二場預賽中排名第16名。                   |
| 亞美尼亞 | 莫妮卡·曼努查洛娃（Monica Manucharova） | 2008年           | 2016年         | 作為伊薇塔·慕谷奇恩的伴唱歌手。                                            |
| 亞美尼亞 | 莫妮卡·曼努查洛娃（Monica Manucharova） | 2008年           | 2018年         | 作為沙維克·哈納吉安的伴唱歌手。                                            |
| 荷蘭     | O'G3NE3                                 | 2007年           | 2017年         | 以歌曲〈光與影〉參賽，最終在決賽中排名第11名。                             |
| 立陶宛   | 葉娃·薩西默斯凱特4                      | 2007年           | 2018年         | 以歌曲〈當我們老了〉參賽，最終在決賽中排名第12名。                         |
| 馬爾他   | 戴絲提尼·楚昆耶爾                       | 2015年           | 2019年         | 作為蜜雪拉·培斯的伴唱歌手。                                                |
| 馬爾他   | 戴絲提尼·楚昆耶爾                       | 2015年           | 2020年         | 原本預計以歌曲〈我所有的摯愛〉參賽，但最終大賽取消。                       |
| 馬爾他   | 戴絲提尼·楚昆耶爾                       | 2015年           | 2021年         | 以歌曲〈慢走不送〉參賽，最終在決賽中排名第7名。                            |
| 荷蘭     | 史蒂芬妮娅·利伯拉卡基斯5                | 2016年           | 2020年         | 原本預計以歌曲〈超級女孩〉代表希臘參賽，但最終大賽取消。                   |
| 荷蘭     | 史蒂芬妮娅·利伯拉卡基斯5                | 2016年           | 2021年         | 以歌曲〈最後一支舞〉代表希臘參賽，最終在決賽中排名第10名。                 |
| 喬治亞   | 伊露·赫查諾維6                          | 2011年           | 2023年         | 以歌曲〈回音〉代表喬治亞參賽，最終在第二場預賽中排名第12名。               |

1.^ 參加青少年版大賽時為女團KWADro的一員。
2.^ 參加青少年版大賽時為女團The Peppermints的一員。
3.^ 參加青少年版大賽時團名為「莉莎、艾美和雪莉」（Lisa, Amy & Shelley）
4.^ 參加青少年版大賽時為理娜·喬伊（Lina Joy）的伴唱歌手。
5.^ 參加青少年版大賽時為女團Kisses的一員。
6.^ 參加青少年版大賽時為女團糖果樂團的一員。

## 外部連結
- 官方网站
- 歐洲青少年歌唱大賽 （页面存档备份，存于） – 歐洲廣播聯盟